# Крайгер, Сергей
Сергей Кра́йгер (словен. Sergej Kraigher; 30 мая 1914, Адельсберг, Австро-Венгрия — 17 января 2001, Любляна, Словения) — югославский словенский политический деятель, Председатель Президиума СФРЮ (1981—1982).

## Биография
До 1937 года учился на медицинском факультете Люблянского, затем Загребского университетов, однако, не закончив учёбу, посвятил себя работе в Коммунистической партии Югославии, членом которой состоял с 1934 года. В 1934—1936 годах отбыл двухлетний тюремный срок заключения за революционную деятельность. С 1940 года — инструктор ЦК коммунистической партии в Трбовле.
С 1941 года активно участвовал в партизанском движении против фашистских оккупантов в Нижней Штирии. Из-за внутрипартийных дискуссий на несколько месяцев был исключён из компартии.
В послевоенный период — на ответственных государственных и партийных должностях в Словении и СФРЮ:
- 1945—1946 гг. — секретарь Мариборского окружного и Люблянского городского комитетов партии
- 1946—1950 гг. — председатель Плановой комиссии Словении. В 1948 году Крайгер, имевший репутацию одного из наиболее способных югославских управленцев, возглавил югославо—албанскую координационную комиссию. В этом качестве осуществлял оперативное руководство вопросами экономического сотрудничества двух стран. Критические воспоминания о деятельности Крайгера оставил первый секретарь ЦК АПТ Э. Ходжа, обвинявший Крайгера в перетягивании полномочий албанского правительства, авторитарном стиле руководства, недипломатичных высказываниях[2].
- 1951—1953 гг. — заместитель председателя правительства Словении, председатель Народного банка Югославии
- 1953—1958 гг. — директор Федерального бюро экономического планирования
- 1958—1963 гг. — министр промышленности Югославии
- 1963—1967 гг. — заместитель председателя Союзного веча Скупщины СФРЮ
- 1967—1974 гг. — председатель Скупщины Словении
- 1974—1979 гг. — председатель Президиума Словении.

После смерти Эдварда Карделя в 1979 г. словенский парламент избрал его в состав Президиума СФРЮ, а словенские коммунисты — в Президиум ЦК СКЮ.
С мая 1980 года — заместитель председателя, с 15 мая 1981 года по 15 мая 1982 года — председатель Президиума Социалистической Федеративной Республики Югославии (в период коллективного руководства СФРЮ после смерти Тито).
В 1981—1982 годах Сергей Крайгер возглавлял экспертную комиссию по разработке программы выхода из экономического кризиса, который страна переживала с середины 1970-х гг. Перед Югославией стояли проблемы огромного внешнего долга, растущей инфляции, падения темпов роста промышленного производства и уровня жизни населения. Указанные явления отягощались ростом мировых цен на энергоносители, экономическим обособлением республик, их крайне неравномерным развитием. Комиссия выступила с критикой ряда недостатков в социалистической экономике и призвала к рыночным реформам.
В 1982 году после двух лет работы и публичного обсуждения комиссия Крайгера представила окончательные предложения по реформам — т. н. «Долгосрочную программу экономической стабилизации», в том же году утверждённую XII съездом Союза коммунистов Югославии. Этот документ, насчитывающий около 15 000 страниц, носил компромиссный характер, не содержал предложений кардинальной реформы «карделевской» экономической модели и сам по себе был весьма расплывчат. Таким образом, программа де-факто консервировала существующие проблемы. Более того, её положения саботировались властями: в 1984 году инфляция составила около 60 процентов, хотя «крайгеровский» документ прогнозировал её на уровне 15 процентов.
В 1986 году Крайгер ушёл на пенсию и жил частной жизнью в Любляне (Словения).
Его двоюродный брат — известный партийный и государственный деятель Югославии Борис Крайгер, Народный герой Югославии; его жена, Лидия Сентюрич (1911—2000) — также Народный герой Югославии.